# Pas de Lona
Le pas de Lona est un col pédestre situé dans les Alpes valaisannes, en Suisse. Il permet de relier Eison dans le val d'Hérens, à Grimentz via le col des Becs-de-Bosson, ou le barrage de Moiry via le Basset de Lona, dans le val d'Anniviers.
La cabane des Becs de Bosson surplombe le col sur l'arête au nord du col, en dessous du sommet éponyme.
Le col est situé sur le tracé de la course VTT Le Grand Raid entre Verbier et Grimentz.